# 서울특별시 보라매병원
서울특별시 보라매병원은 서울특별시청 산하에 설치된 서울특별시립병원이다. 서울특별시 동작구 보라매로5길 20에 위치하고 있다.
병원장은 지방부이사관으로 보하나, 지방임기제공무원으로도 보할 수 있다.

## 역사
- 1955년 6월 18일:서울특별시립 영등포병원으로 설립
- 1987년 9월 29일:서울특별시는 서울대학교병원과 위·수탁 계약을 맺고 서울대학교병원에서 병원 수탁운영 시작
- 1991년 11월 18일:현재의 위치인 보라매공원 안으로 신축 이전하면서 지금의 명칭으로 변경
- 2020년 2월:코로나19 국가지정병원으로 지정

## 사건
1997년 말 자발호흡이 돌아오지 않았으나 회복 중에 있던 환자를 환자 가족의 요구로 퇴원시켰다가 사망한 사건이 있었다.
2021년 11월 7일 의료 연대가 총파업을 예고하여 코로나 19로 인한 247명의 간호사 추가 채용을 필요로 한다.

## 사진

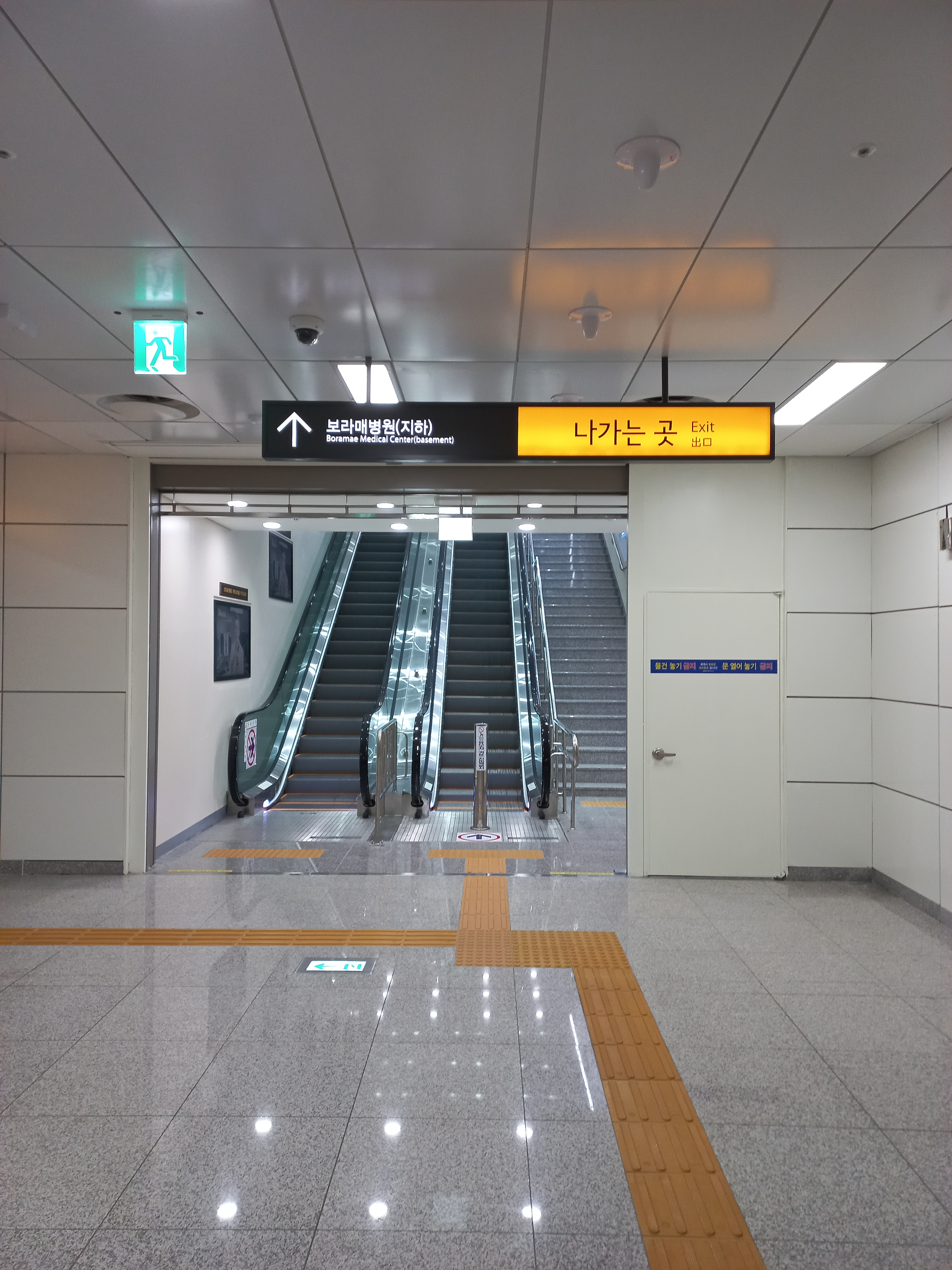
보라매병원역 연결통로
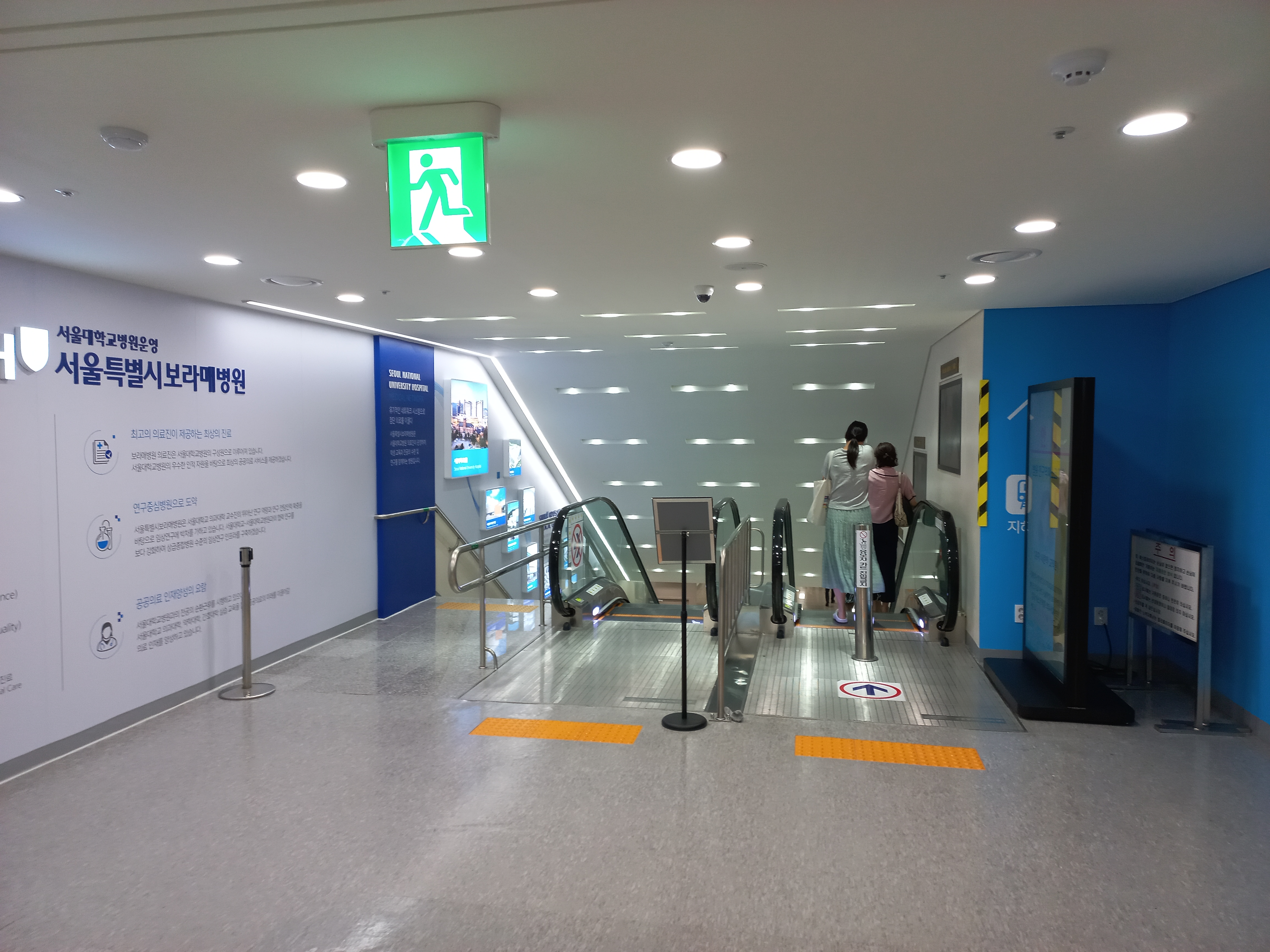
연결통로2

## 같이 보기
- 서울대학교병원
- 서울의료원
- 서울특별시 어린이병원
- 보라매병원 사건
- ● 서울 경전철 신림선 보라매병원역
- 보라매공원